# Tabaré Etcheverry
José Francisco Etcheverry Tort, besser bekannt als Tabaré Etcheverry, (* 28. Oktober 1945 in Melo; † 21. April 1978 in Montevideo) war ein uruguayischer Sänger und Komponist.
Seine Musik ist im Bereich der uruguayischen Folklore einzustufen. In der uruguayischen Stadt San José wurde eine Straße nach ihm benannt. Ebenfalls trägt in seiner Geburtsstadt Melo eine Avenida seinen Namen.

## Diskographie

### Als Solist
- El es uno de nosotros - Tabaré Etcheverry le canta a José Artigas (RCA 31UZ-1030, VIK mono, 1969)
- Tabaré (vermutlich Ende der 1960er Jahre erschienen)
- Tabaré Etcheverry (Macondo GAM 549)
- Tabaré Etcheverry interpreta a Tabaré Etcheverry (Macondo GAM 559, 1972)
- La obra bienvenida (RCA LPUS-001, 1973)
- Un chasque de amor (RCA LPUS-003, 1974)
- Los inmigrantes
- Crónica de hombres libres (LP aufgenommen 1972 in Buenos Aires mit Rezitationen Alberto Candeaus)

### Zusammenarbeit mit anderen Künstlern
- Folklore oriental (gemeinsam mit Washington Carrasco, Víctor Pedemonte und Eustaquio Sosa, Macondo GAM 607, 1976)
- Las voces del folklore (gemeinsam mit Carlos Bruno, Perla Bernardo, Washington Carrasco, Víctor Pedemonte und Alfredo Zitarrosa, Macondo GAM 635)
- Canto nuestro (gemeinsam mit Washington und Carlos Benavídes, Los Eduardos, Universo, Julio Mora, Los Hacheros, Santiago Chalar, Carlos María Fosatti und Los Peyru, Sondor 44066, 1977)